# Июньское восстание 1848 года во Франции
Июньское восстание (фр. les journées de Juin) проходившее с 22 по 26 июня 1848 года было поднято рабочими в ответ на планы закрыть Национальные мастерские, учреждённые властями Второй республики для обеспечения работой и минимальными доходами безработных. На подавление восстания была вызвана Национальная Гвардия под командованием генерала Луи-Эжена Кавеньяка. Свыше 10 тыс. людей были ранены или убиты, 4 тыс. повстанцев были высланы во Французский Алжир. Восстание положило конец надеждам на «демократическую и социальную республику» (République démocratique et sociale) и ознаменовало победу либералов над радикальными республиканцами.

## Предыстория
Во время Июльской монархии Франция увидела период внутренних смут в стране. После отречения короля Луи-Филиппа временное правительство Второй республики незамедлительно приступило к проведению демократических реформ, таким как расширение избирательных прав. Для решения проблемы с безработицей власти Второй республики учредили Национальные мастерские, предоставившие рабочие места и заработную плату, в то же время для землевладельцев были введены новые налоги. Повышение налогов разозлило землевладельцев и крестьян и они стали выступать против национальных мастерских. В результате эти земельные налоги были проигнорированы, что привело к финансовому кризису Второй республики.
23 апреля 1848 года прошли выборы в Учредительное собрание, места получили более умеренные и консервативные политики, против них выступила парижская общественность и радикалы. Бунтовщики ворвались в здание Собрания, чтобы «не допустить размывания республики». Бунт был быстро подавлен, однако он породил опасения среди консерваторов, занявших большинство мест в Собрании. В итоге консерваторы закрыли Национальные мастерские, это решение вызвало Июньское восстание.

## Восстание
23 июня комитет под председательством графа де Фаллу выпустил декрет о закрытии Национальных мастерских в течение трёх дней. Молодые рабочие могли вступить в армию, рабочие из провинций должны были вернуться домой или просто разойтись. Разгневанные рабочие в ответ подняли восстание. В некоторых районах города возникли сотни баррикад, блокировавших транспорт и ограничивавших передвижение. На подавление восстания была вызвана Национальная Гвардия, что вылилось в столкновения гвардейцев с восставшими.
Силы Национальной Гвардии насчитывали 40 тыс. человек, но восставших было намного больше, они набирали горожан или просто вынуждали их присоединиться к восстанию. Им удалось захватить множество оружия.
К 26 июня восстание было подавлено, погибло или было ранено 10 тыс. человек. Всего погибло 1.500 бойцов Национальной Гвардии и около 3 тыс. повстанцев. Архиепископ Парижа Дени Огюст Афр погиб в ходе мирных переговоров. Архиепископа убедили, что его присутствие на баррикадах может послужить средством восстановления мира. Афр обратился к генералу Кавеньяку, но тот предупредил его о риске. По просьбе архиепископа огонь был временно прекращён и он появился на баррикаде у входа в Фобур Сен-Антуан вместе с гвардейцем М. Альбетом, надевшим одежду рабочего и захватившим зелёный флаг, как знак мира и сержантом Телье. Однако вскоре послышались выстрелы и повстанцы, решив что их предали, поспешно открыли огонь по гвардейцам. Архиепископ был убит в ходе перестрелки, его похороны прошли 7 июля, пришло более двухсот тысяч человек.

## Последующие события
После разгрома и массовых арестов восставших, свыше 4 тыс. повстанцев были отправлены в Алжир, все надежды на революцию рассеялись.
Спустя пять месяцев была принята Конституция 1848 года, даровавшая исполнительную власть президенту; избиравшийся на 4-летний срок, он назначал министров и других высокопоставленных чиновников. Создавалось Собрание из 750 депутатов, избиравшихся на трёхлетний срок. После принятия Конституции были проведены выборы, на которых победил Луи-Наполеон Бонапарт. После трёх лет пребывания у власти Бонапарт устроил государственный переворот, расширив свой срок до десяти лет, а после основал Вторую империю.

## Оценки
Карл Маркс и Фридрих Энгельс считали что Июньское восстание ознаменовала рождение независимого рабочего движения. Действующие лица Февральской революции 1848 года разделились на два лагеря. Первый лагерь: буржуазия, была удовлетворена установлением республики в её нынешнем виде. Однако рабочие не забыли лозунгов «Социальной республики», и логично в июне, они поднялись, чтобы снова защитить свои идеи. Карл Маркс считал Июньское восстание «самым ужасным событием в истории гражданских войн в Европе».
Алексис де Токвиль представлял восстание как «величайшее и самое уникальное, которое имело место в нашей [французской] истории и, возможно, ни в какой другой».

### Первичные печатные источники
- Maurice Agulhon, Quarante-Huitards, Paris, Gallimard-Julliard, collection " Archives ", 1976.
- Antoine Pagès-Duport, Journées de Juin. Récit complet des événements des 23, 24, 25, 26 et des jours suivants. Accompagné d’un plan de Paris, des Décrets rendus par l’Assemblée Nationale, des Actes officiels contenus au Moniteur, des diverses proclamations affichées dans Paris, et de Notices sur les généraux tués, Paris et Lyon, Th. Pitrat et Fils, 1848.
- François Pardigon, Épisodes des journées de juin 1848, 1852, réédition 2008, éditions La Fabrique ISBN 9782913372788.